# Геокешинг
Геокешинг (geocaching від грец. γεο- — Земля та англ. cache — схов) — туристична гра із застосуванням GPS, яка полягає у знаходженні сховів, створених іншими учасниками гри.
У неї можна грати сім'єю, гуртом або поодинці. Основна ідея полягає в тому, що одні гравці готують схов, за допомогою GPS визначають його географічні координати та повідомляють про них в Інтернеті. Інші гравці використовують ці координати і свої GPS-приймачі для пошуку схову.
В деяких варіантах гри схов рекомендується створювати тільки в місцях, які представляють природний, історичний, культурний, географічний інтерес. Тому створення і пошук сховів перетворюються в активний пізнавальний процес. Гравці отримують безліч цікавих відомостей про визначні пам'ятки. Заохочуються схови, де ставиться оригінальна і важка (наприклад, багатокрокова) пошукова задача.
На перший погляд здається, що знайти схов з допомогою GPS-приймача просто. Однак точність, з якою GPS-приймач визначає позицію — від декількох метрів до декількох десятків метрів, це дозволяє тільки «окреслити» невеликий район місцезнаходження схову. Для точнішого пошуку контейнера слід користуватися підказками з опису схову.

## Історія

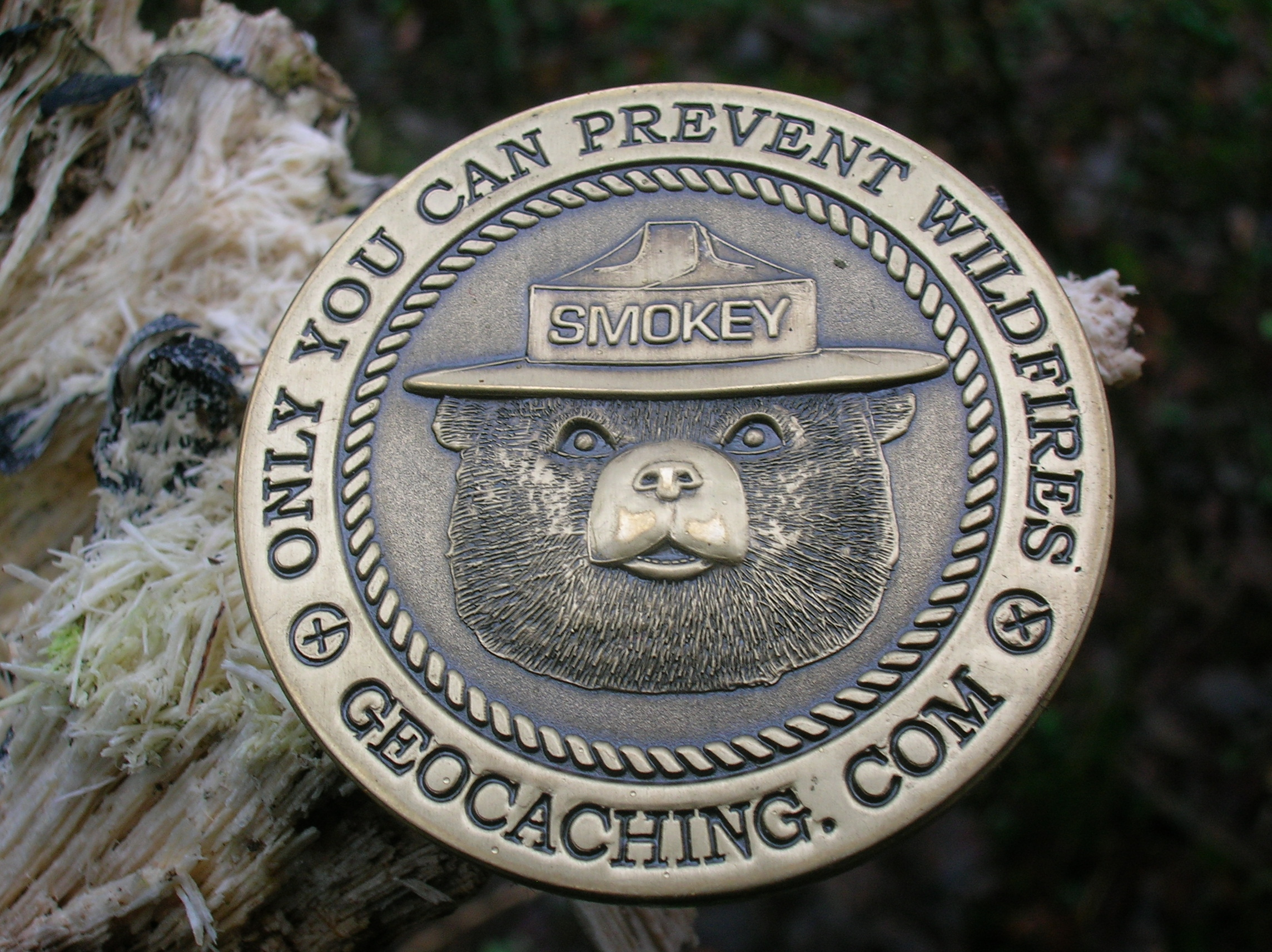
Приклад гео-коду — Геомоделювання

Прообраз гри можна знайти у дитячих секретах, відомих в СРСР з 60-х років XX століття.
Історія геокешингу почалася в 2000 році. 2 травня, на наступний день після офіційного скасування загрублення сигналу GPS для цивільних приймачів, Дейв Алмер (Dave Ulmer) з Портленда (штат Орегон) в одній з мережевих конференцій запропонував друзям нову гру Stash («Схованки»). Суть нової гри була в тому, що одна людина створювала сховку, публікувала його координати у інтернеті, а інші за цими координатами пробували знайти схованку. Наступного дня Дейв вирушив до лісу і недалеко від свого міста створив першу сховку.
Спочатку гру пропонувалося назвати geostashing (укр. вимова геостешінг). Однак, був запропонований кращий варіант, який і закріпився.
Геокешинг в Україні з'явився в 2011 році. Українська гра почалася, як незалежний проект Шукач-Геокешинг в Україні [Архівовано 19 жовтня 2014 у Wayback Machine.], shukach.com. Зараз Шукач є найбільшим українським сайтом в даній області. Найбільший міжнародний майданчик гри — Geocaching.com. На сайті опубліковано понад 2 мільйонів схованок, на території України їх декілька сотень штук.
В інших країнах теж існують великі національні геокешерські сайти. Наприклад, німецький, австралійський, угорський, естонський, румунський, польський та інші.
Існують і варіації ігрового процесу. Наприклад, організатори проекту Енкаунтер модифікували ігровий процес, додавши до геокешингу обмеження за часом і підказки.

## Типи та форми схованок

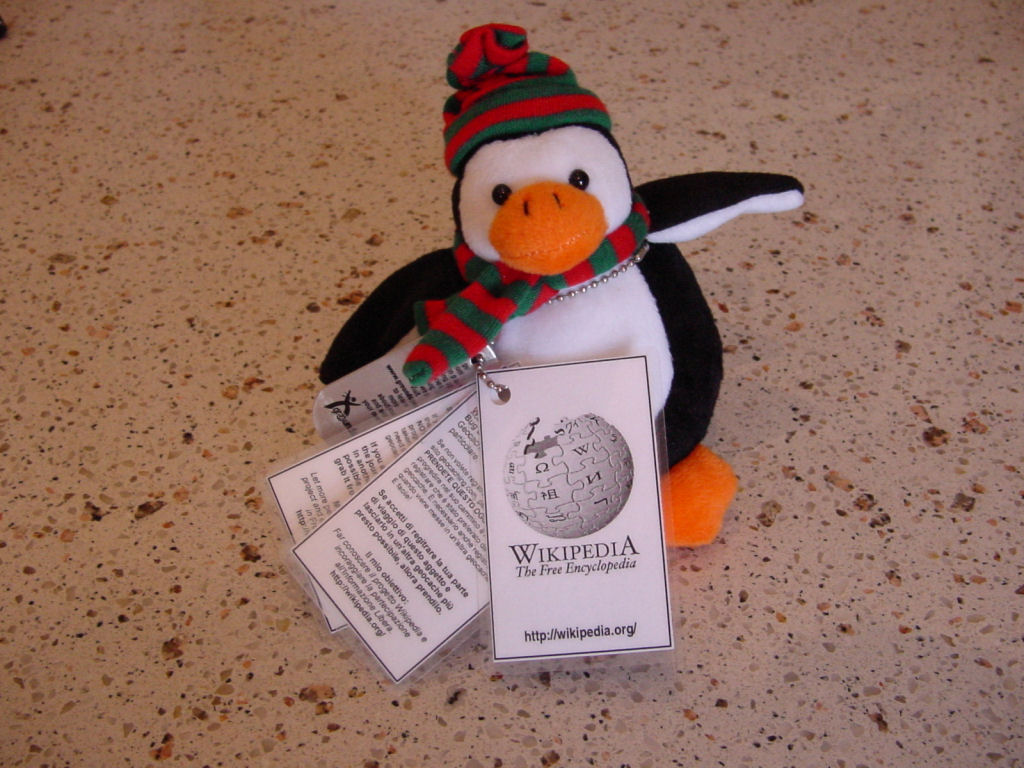
Travel bug — подорожуючий об'єкт з унікальним номером, призначеним відстежувати його маршрут

Для традиційної схованки в описі вказуються координати місця закладки. У покроковій схованці потрібно пройти кілька кроків на місцевості до фінального контейнера. У схованці-загадці місце закладки можна дізнатися тільки після успішного вирішення завдання (іноді завдання бувають вельми складні). Зазвичай, чим складніше завдання, тим дорожчим є скарб. Існують різноманітні види схованок.
Схованки можуть бути найрізноманітнішого зовнішнього вигляду і розміру. Найменші (нано-) сховки мають об'єм не більше 2-3 міліметрів. Усередині такої схованки уміщається лише вузька паперова стрічка, на якій можна відзначити відвідування. Схованки більшого розміру, крім блокноту для відміток відвідувань, можуть містити різні сувеніри, брелоки, диски, іграшки, монети, тощо. Гравець повинен відзначитися в блокноті і може забрати будь-який предмет з контейнера, але натомість зобов'язаний залишити не менш цінний предмет. Після відвідин схованки гравець закриває контейнер і повертає його на місце закладки. Схованку потрібно акуратно замаскувати, щоб зберегти інтерес пошуку для наступних учасників, а також щоб тайник не був випадково знайдений і розорений. Гравець зазначає відвідування схованки на геокешерському сайті в інтернеті.

### Корпоративний геокешинг
Геокешинг активно застосовується як корпоративна розвага. Співробітники які забезпечують фірми ховають сховки, інструктують учасників, забезпечують їх екіпіровкою та GPS-навігаторами. Такі розваги можуть бути і некомерційними, але суть та ж сама: організатори ховають, учасники шукають. Зазвичай до кінця дня підводиться підсумок з нагородженням переможців.

### Геокешинг як форма навчання

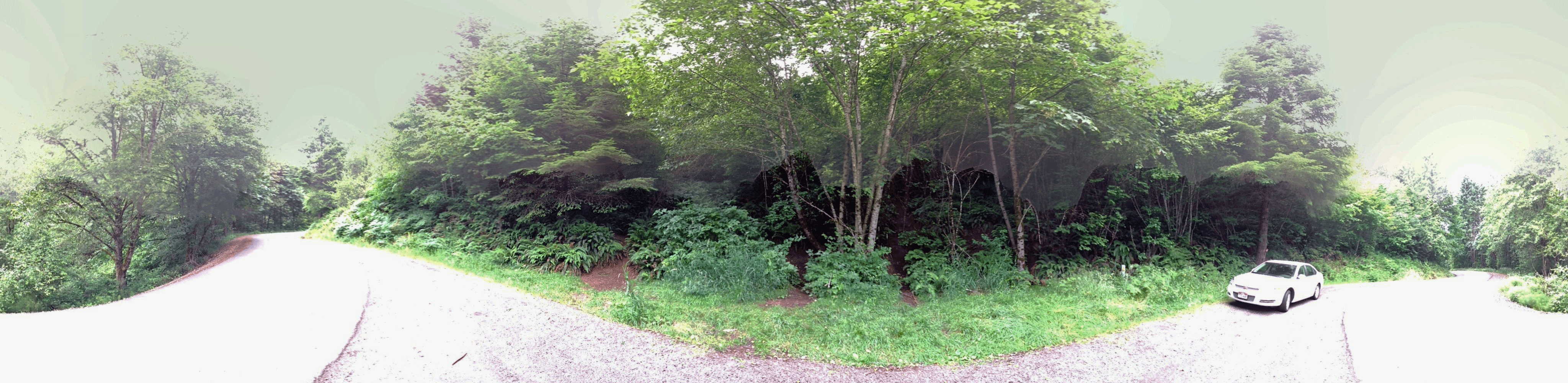
Панорамний знімок від положення першої Схованки

Як альтернативна форма навчання майбутніх геодезистів, наприклад, в Новосибірську на базі СМДА, доцентом кафедри кадастру Олексієм Дубровським, був запропонований Геокешінг архітектурних чи історичних пам'яток. Учасники пригоди подорожують по місту і виконують завдання за допомогою спеціальних описів місць, де вони повинні виявитися і що-небудь зробити. Це можуть бути описи зовнішнього вигляду архітектурних чи історичних пам'яток, географічні координати і навіть супутникові знімки. Беруть участь в геокешінгу команди як підтвердження свого знаходження на заданій точці повинні надати фотографію капітана на тлі заданого об'єкта.

### Кеш за розміром
| Розмір сховища | Назва (англійська) | Світлина | Приклад                                                                         |
| -------------- | ------------------ | -------- | ------------------------------------------------------------------------------- |
| Нано           | Nano               |          | Все, що менше Мікро                                                             |
| Мікро          | Micro              |          | Коробка, пляшечки, мішечок                                                      |
| Малий          | Small              |          | Пляшка, невеликі відра, маленький посуд для розігріву їжі в мікрохвильовій печі |
| Середній       | Normal             |          | Посуд для розігріву їжі у мікрохвильовій печі                                   |
| Великий        | Large              |          | Військова коробка боєприпасів (ammobox), поштовий ящик, пластикові відра        |

## Цікаві факти
У супутникових GPS-навігаторах фірми Garmin є функціональність по роботі з геокешерськими схованками. Також у форматах даних Garmin закладені два типи точок: невзяті сховки і взяті сховки. В останніх моделях навігаторів реалізовані і багато додаткових функцій, що допомагають геокешерам.

## Пов'язані поняття
- Пошук перетинань[ru]
- Листи у майбутнє
- Спортивне орієнтування
- Міське орієнтування
- Квест
- Дискокроссинг
- Посткроссинг
- Буккроссинг

## Галерея

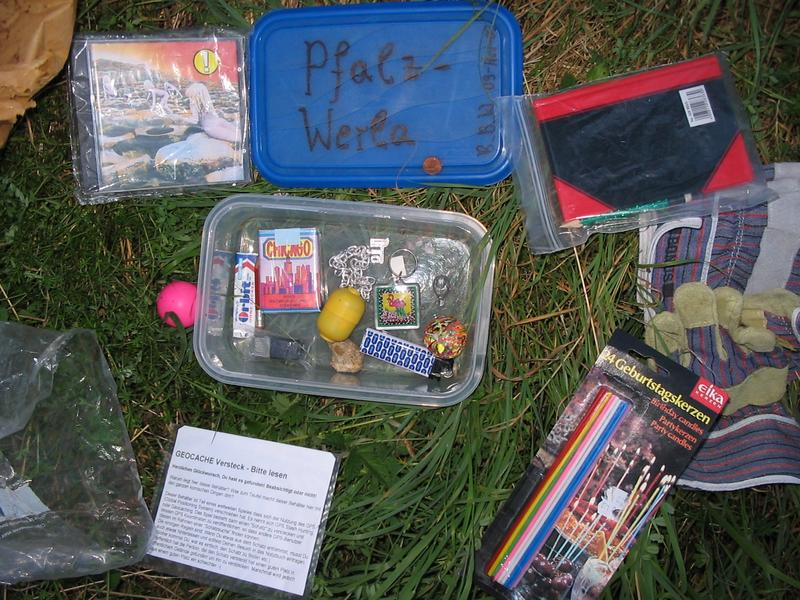
Типовий вміст «схованки»
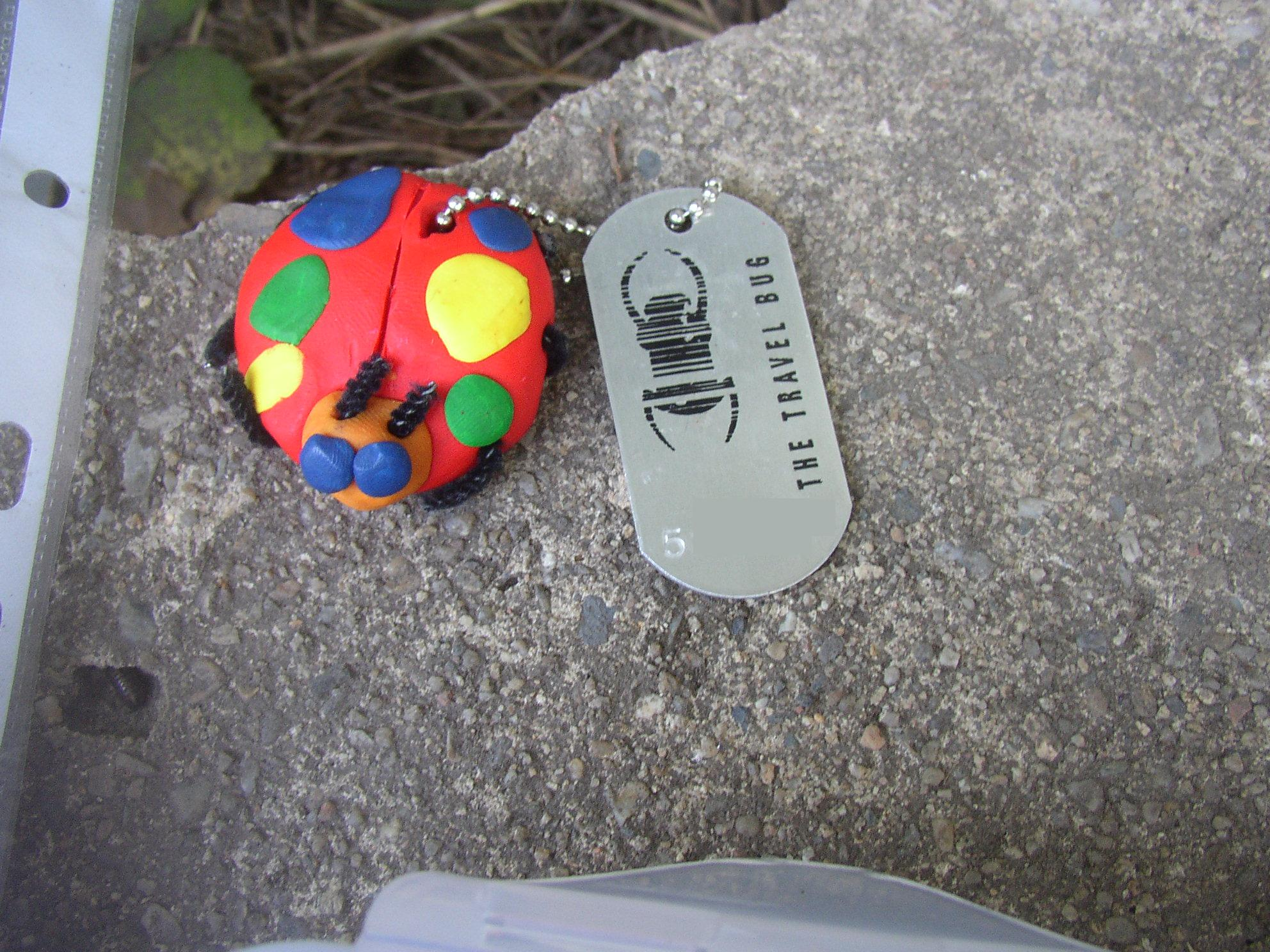
Зразок етикетки на колесах - Travel Bug
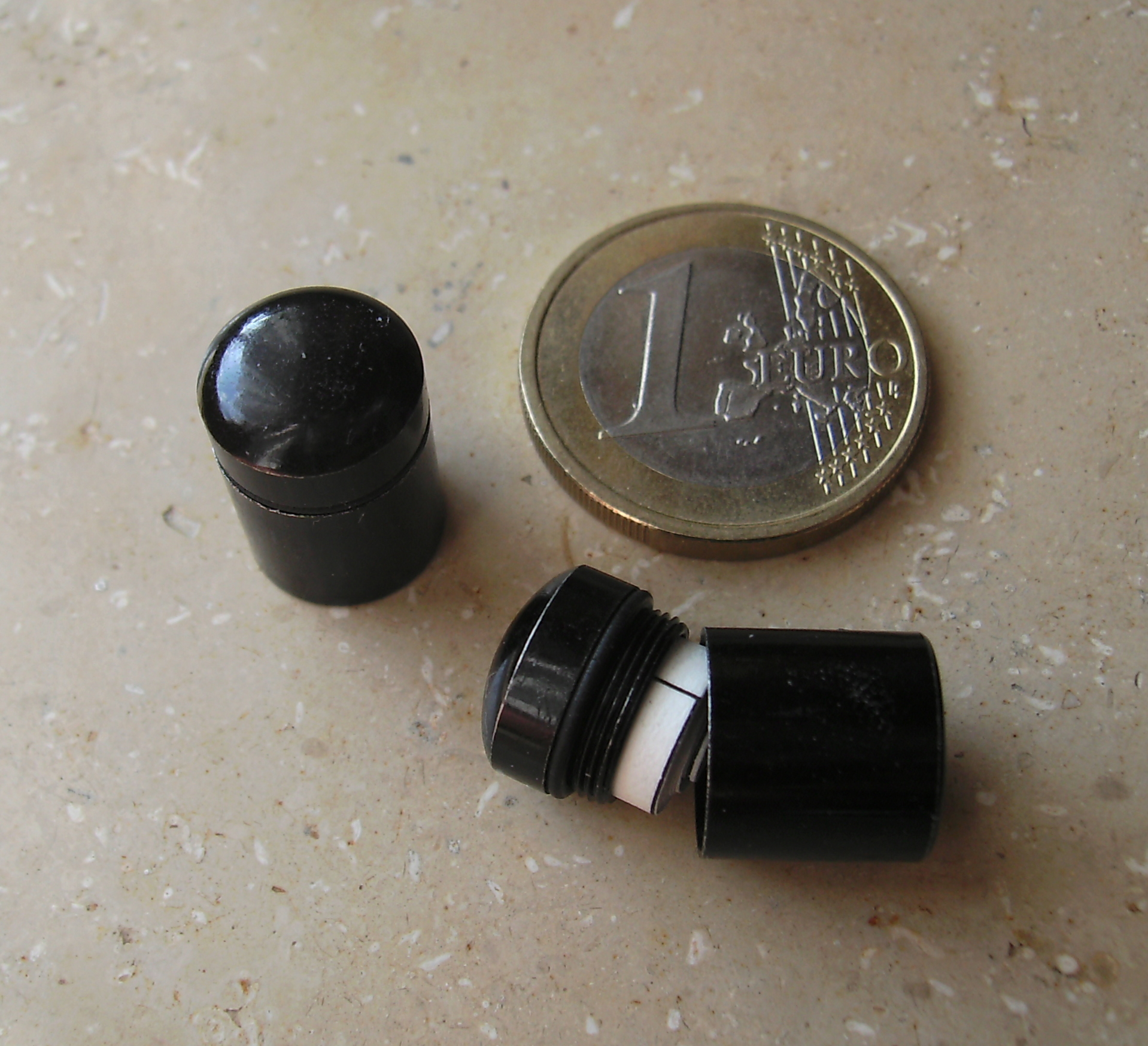
Дві схованки з розміром контейнера Нано
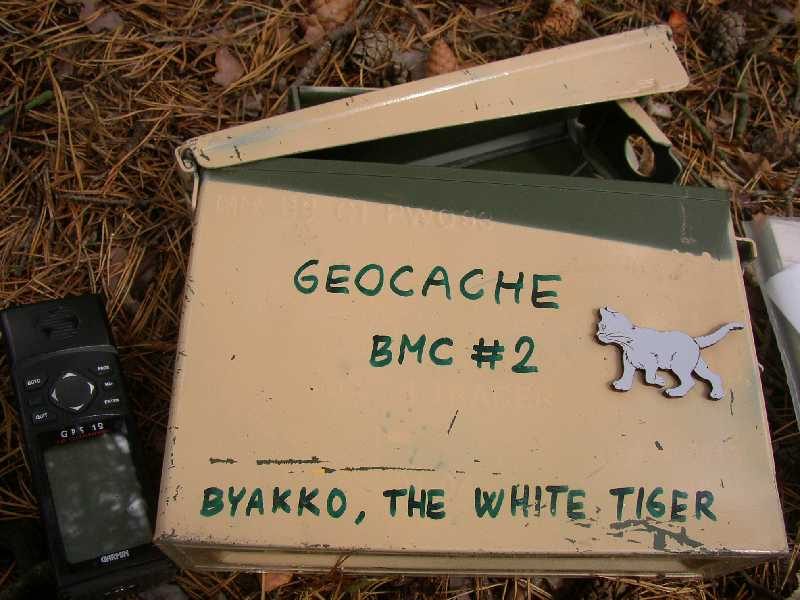
Розмір Звичайний
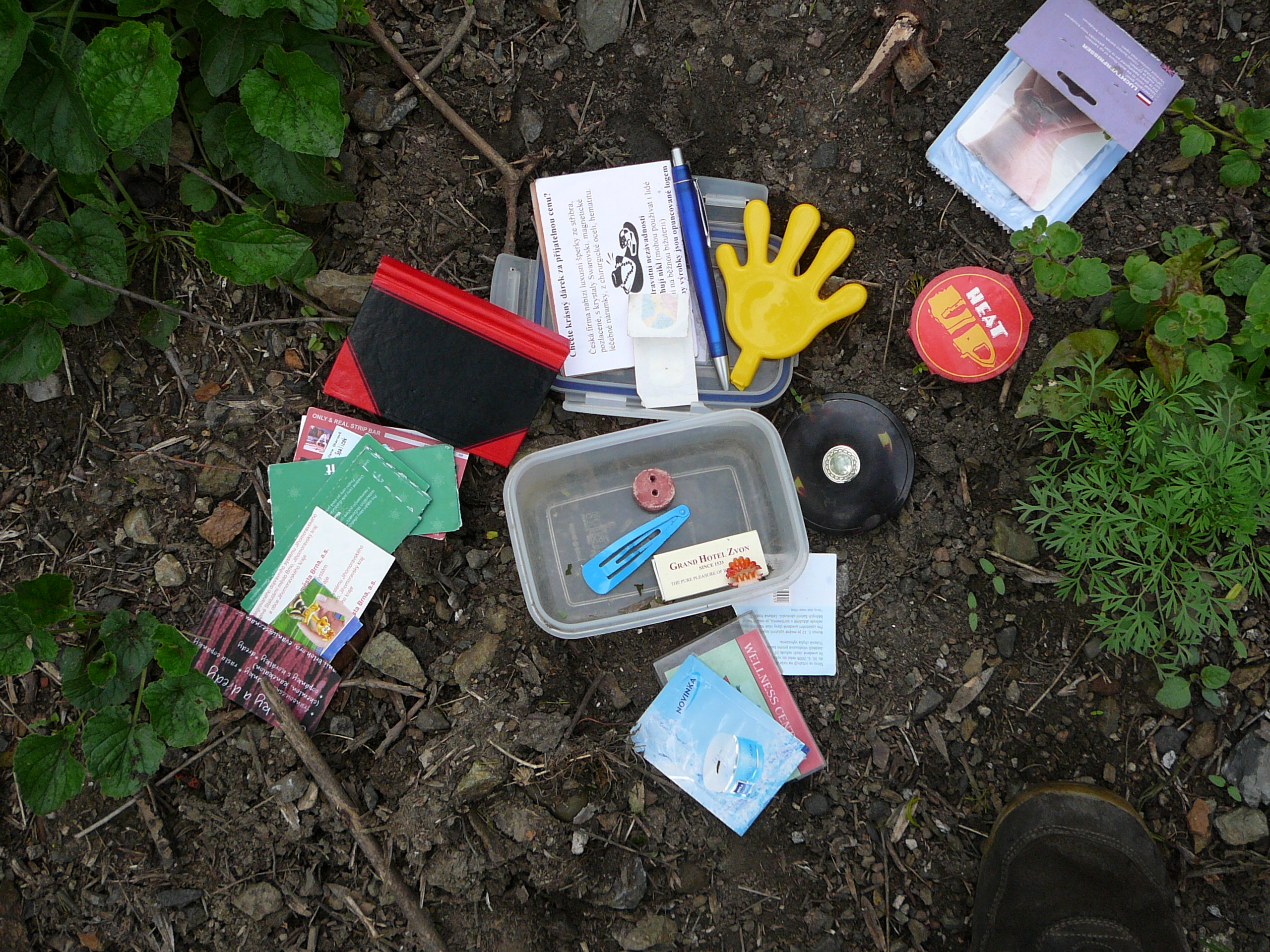
Приблизний вміст схованки
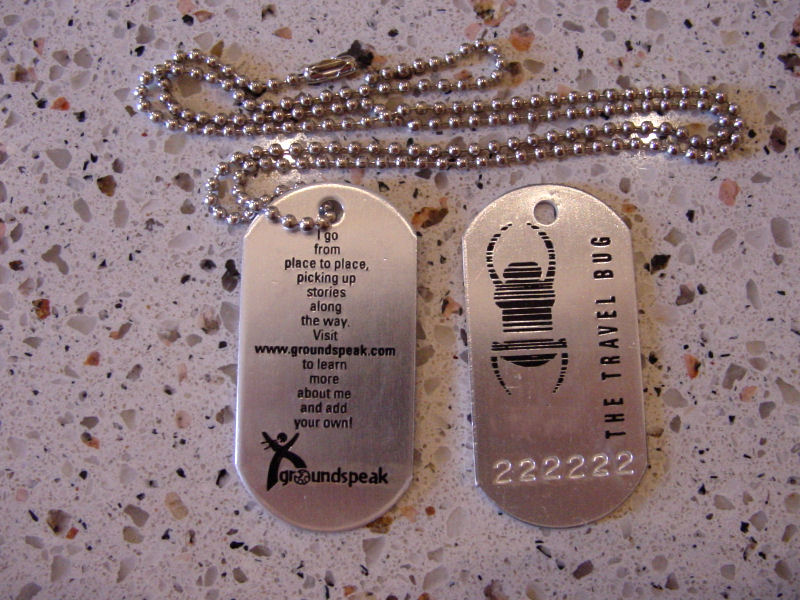
Travel-Bug
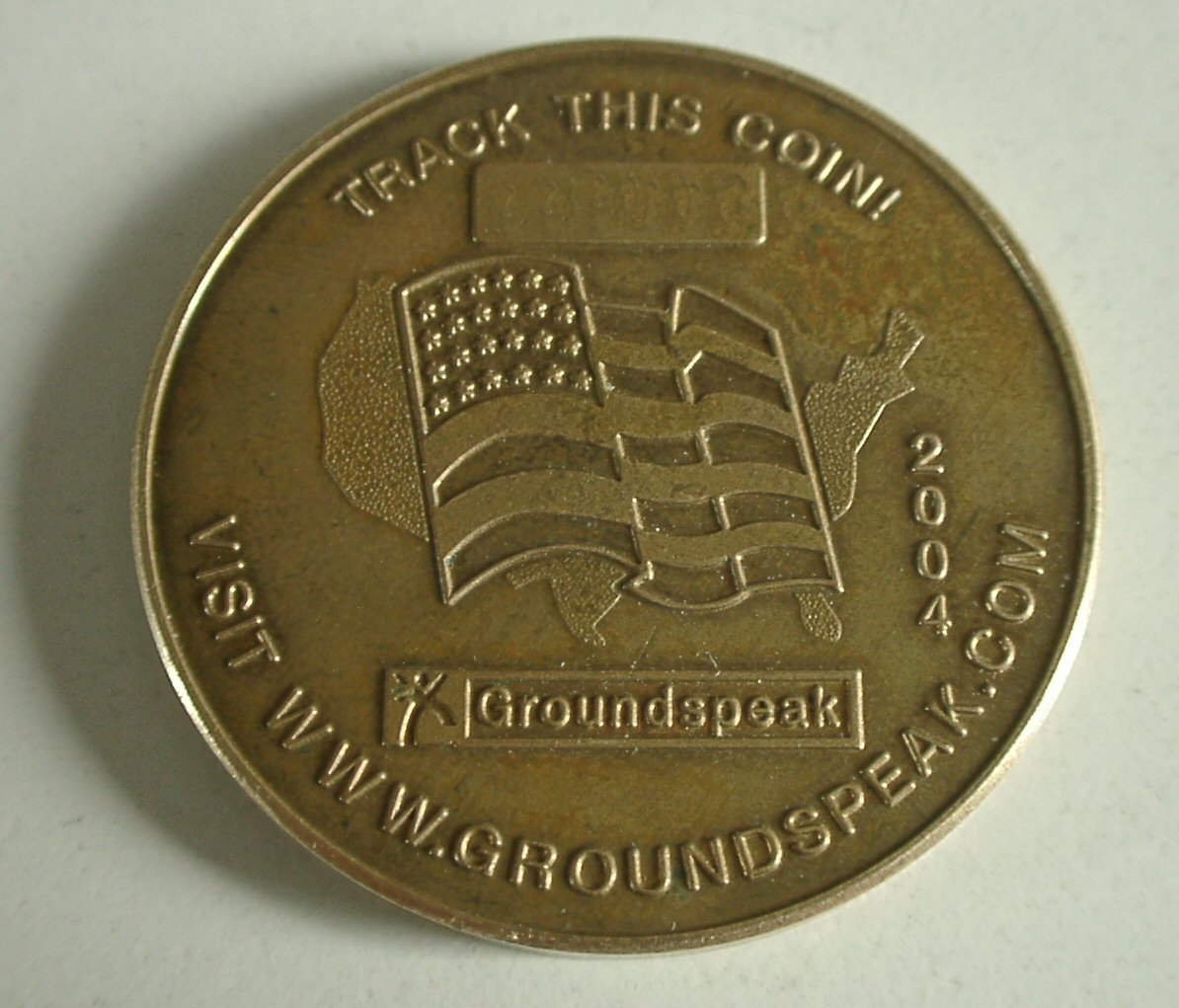
Геокоін
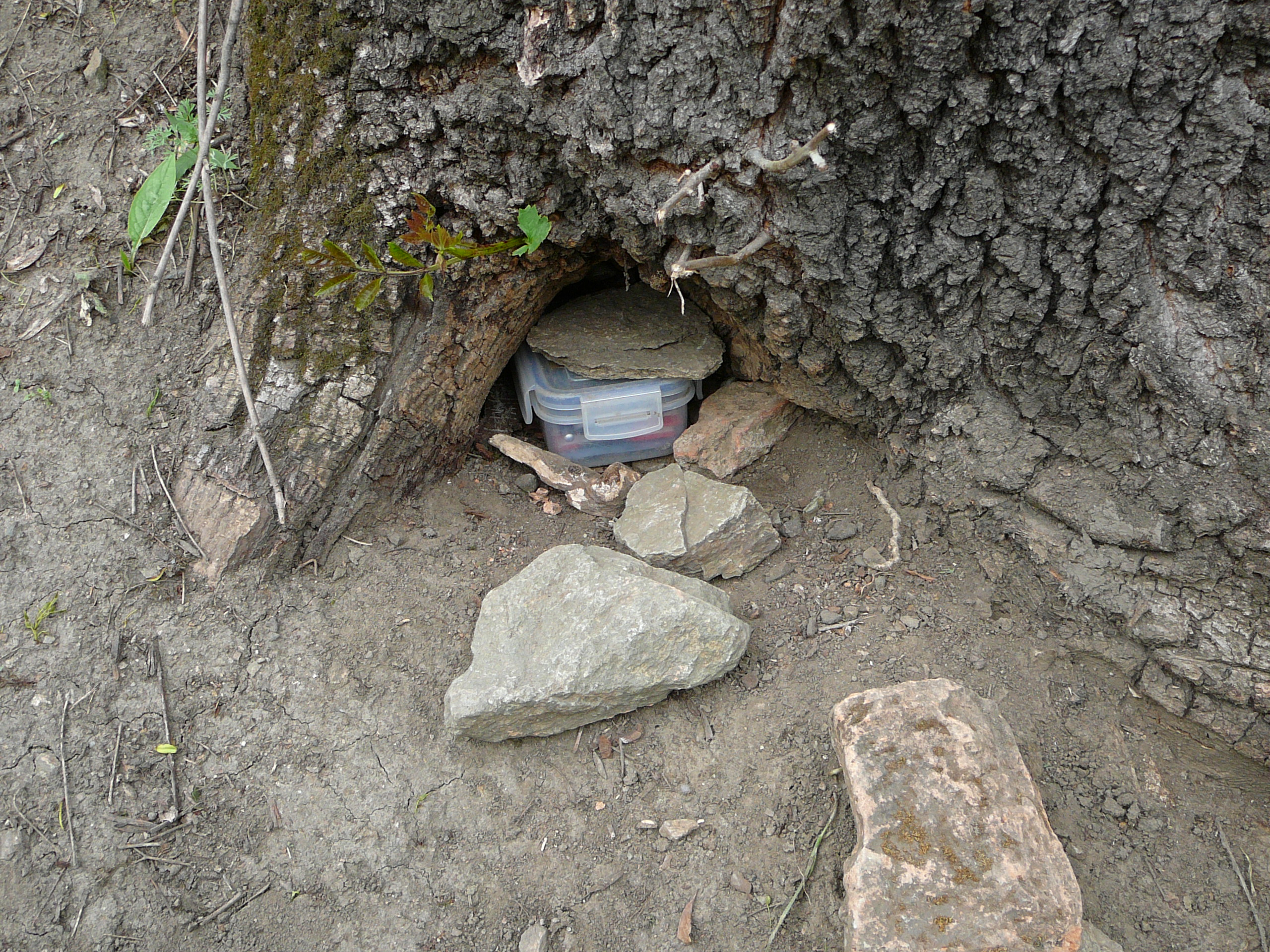
Геокеш, прихований серед коріння дерева
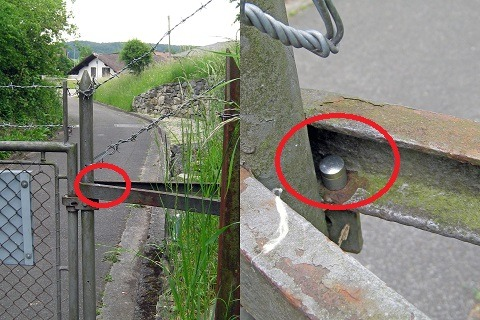
Магнітний нано-кеш
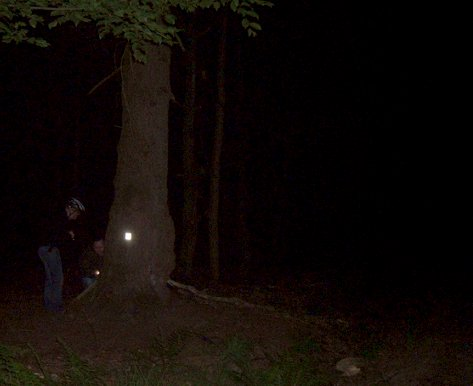
Нічний кеш: відбивач горить на дереві і його можна побачити тільки в темряві.
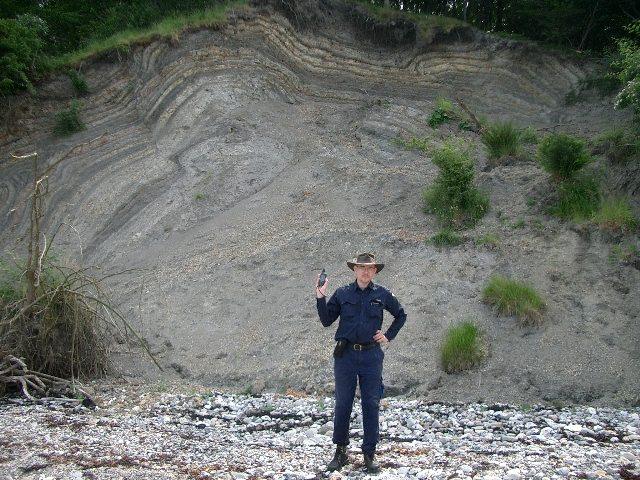
Геокешер перед Земля-кешем
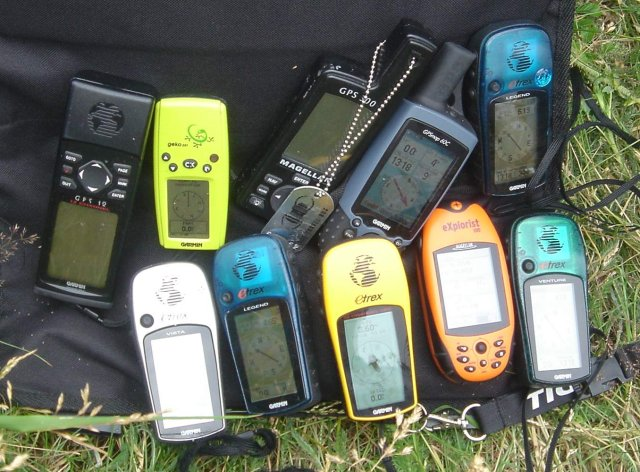
Різні портативні GPS
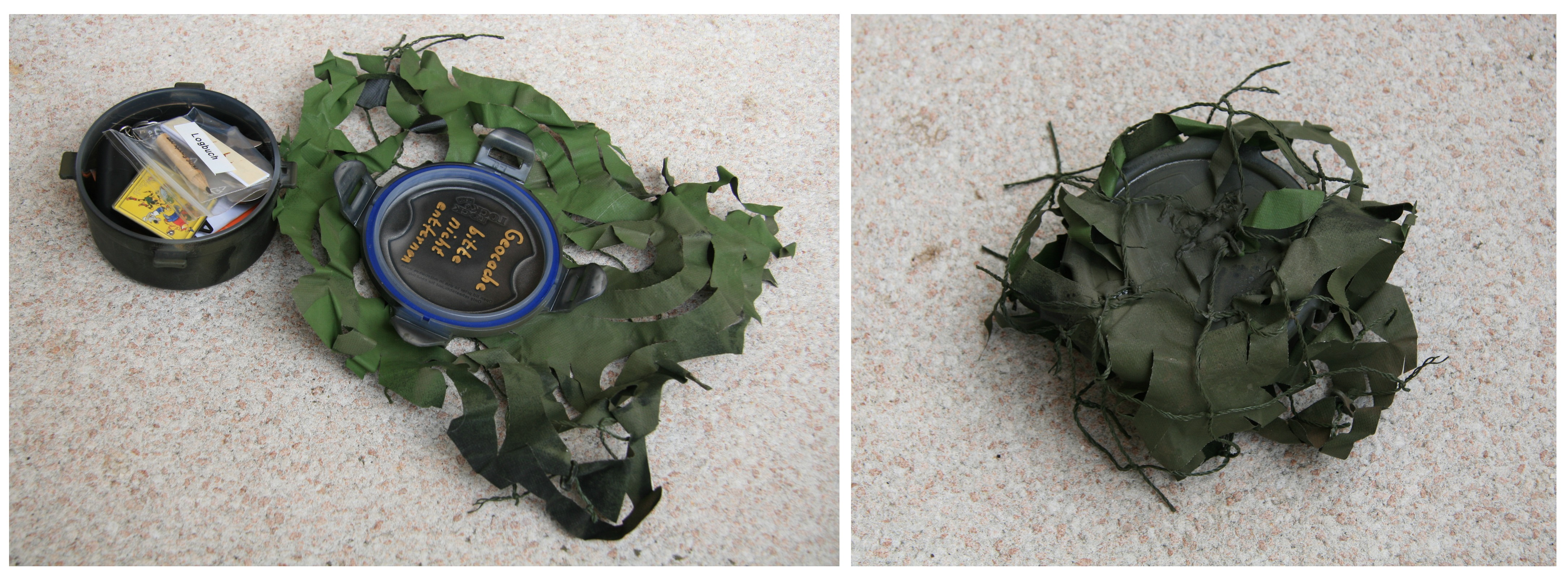
Контейнер з кешем, прив'язаним до нього, з маскувальною сіткою
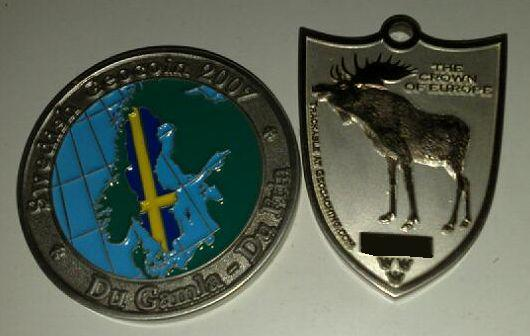
2 різних шведських геокешинги
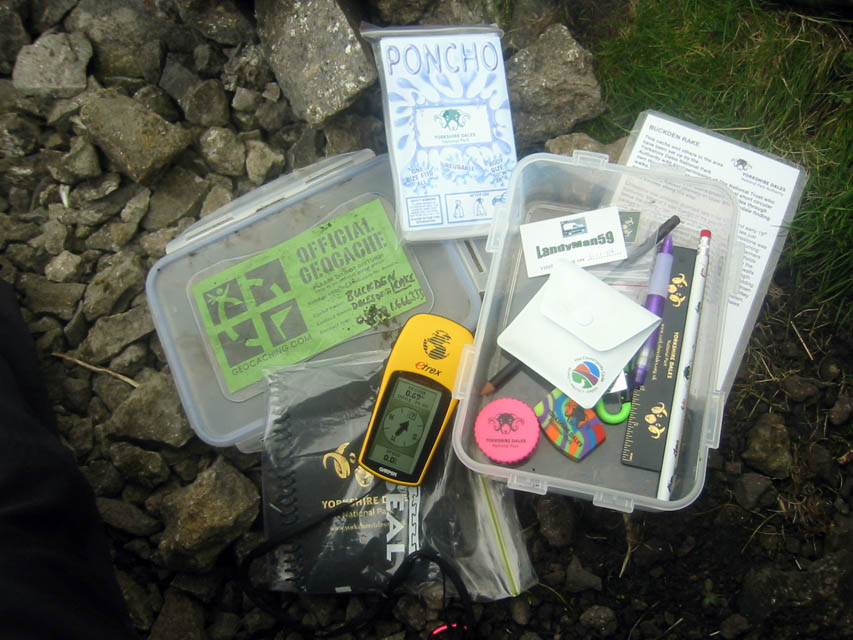
Геокеш
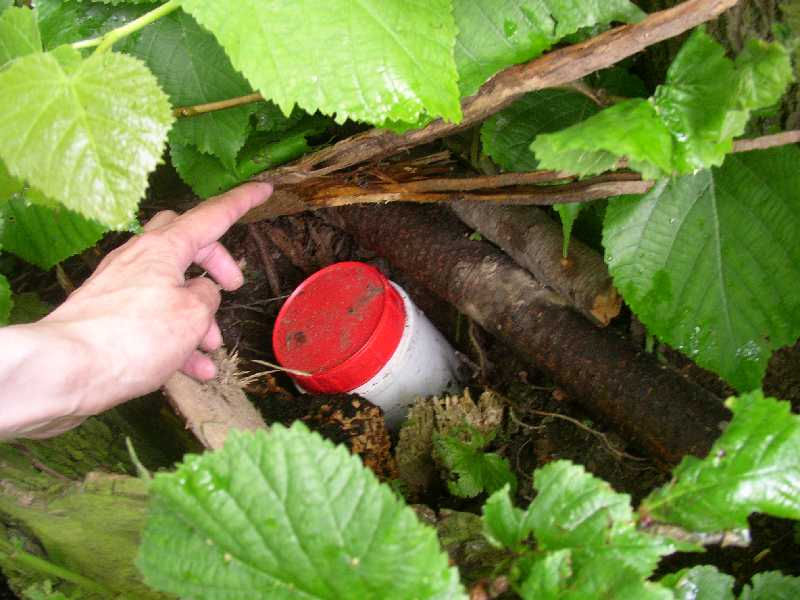
Було встановлено мікрокеш
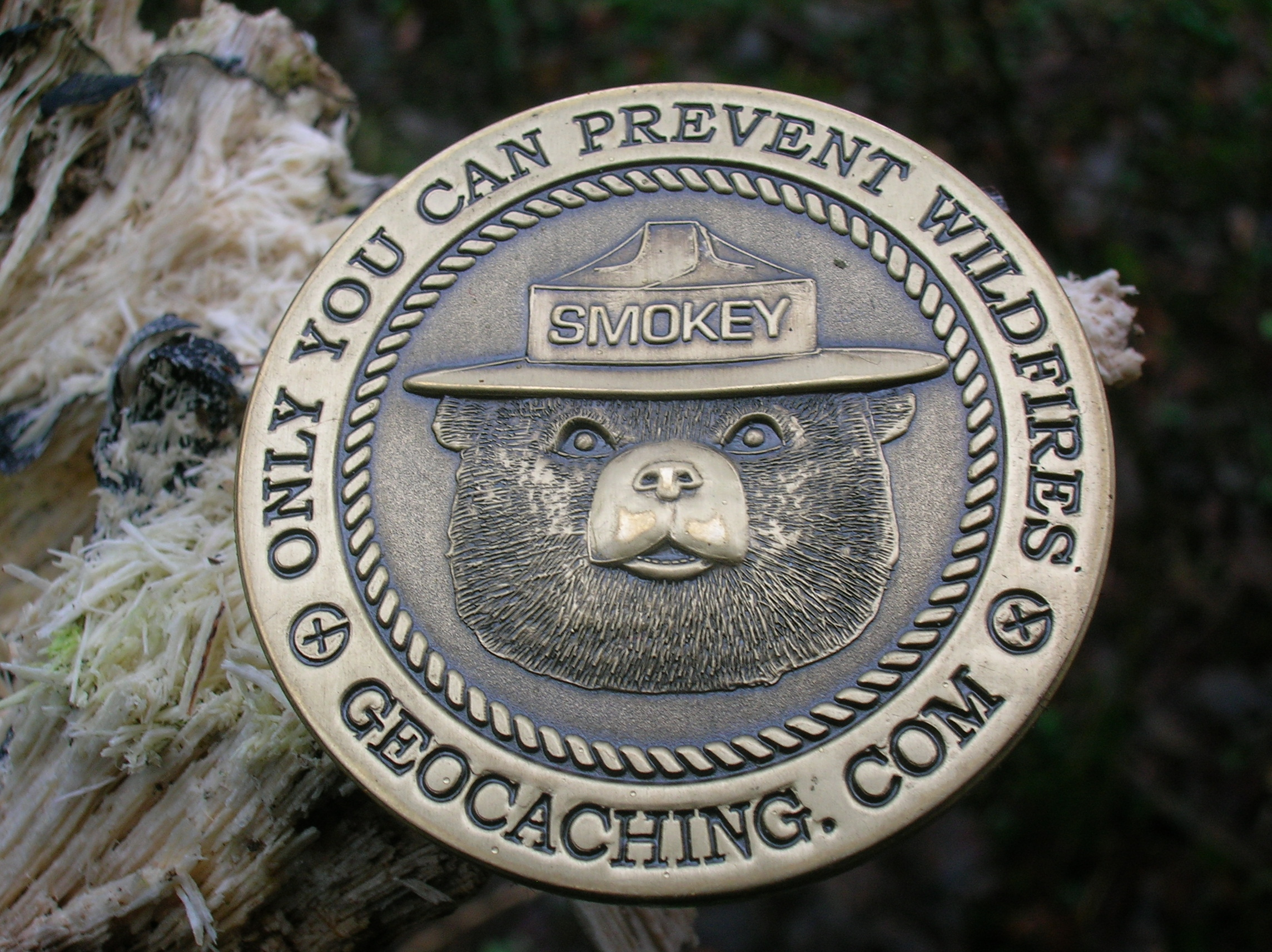
Геокоін
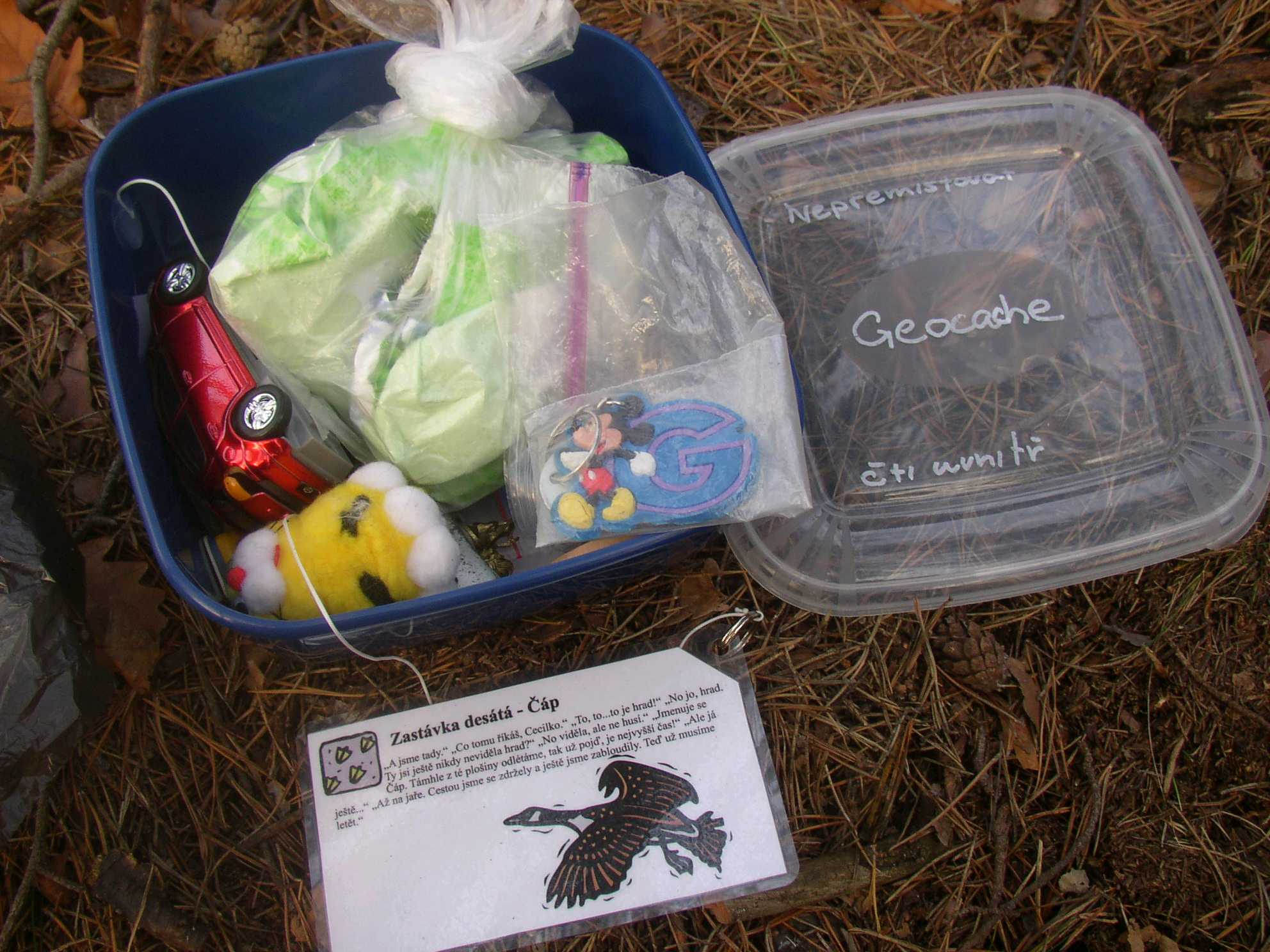
Шкатулка і її поточний вміст
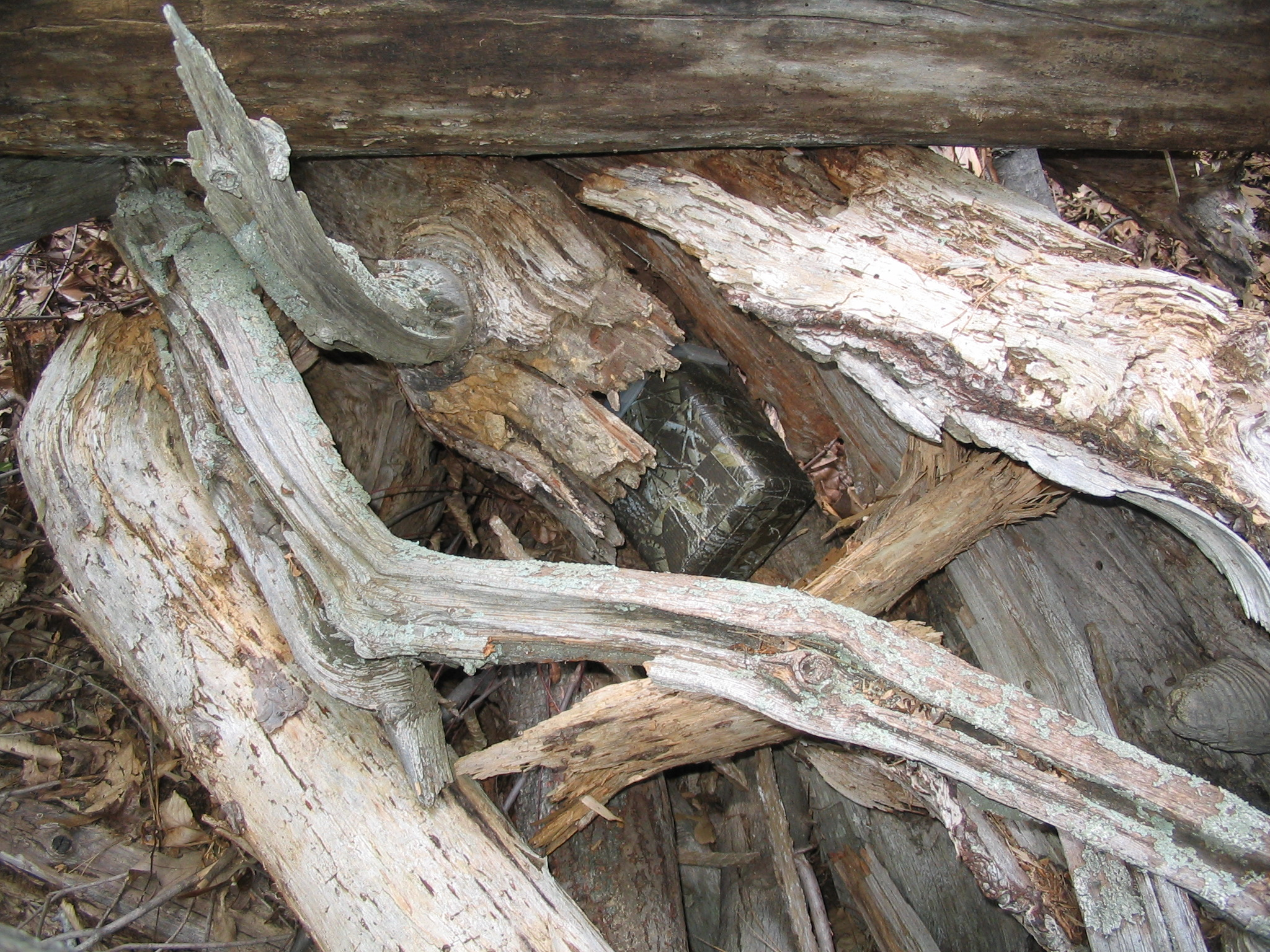
Замаскована схованка
Символ японця Саї Хіроші для маркування свого скарбу
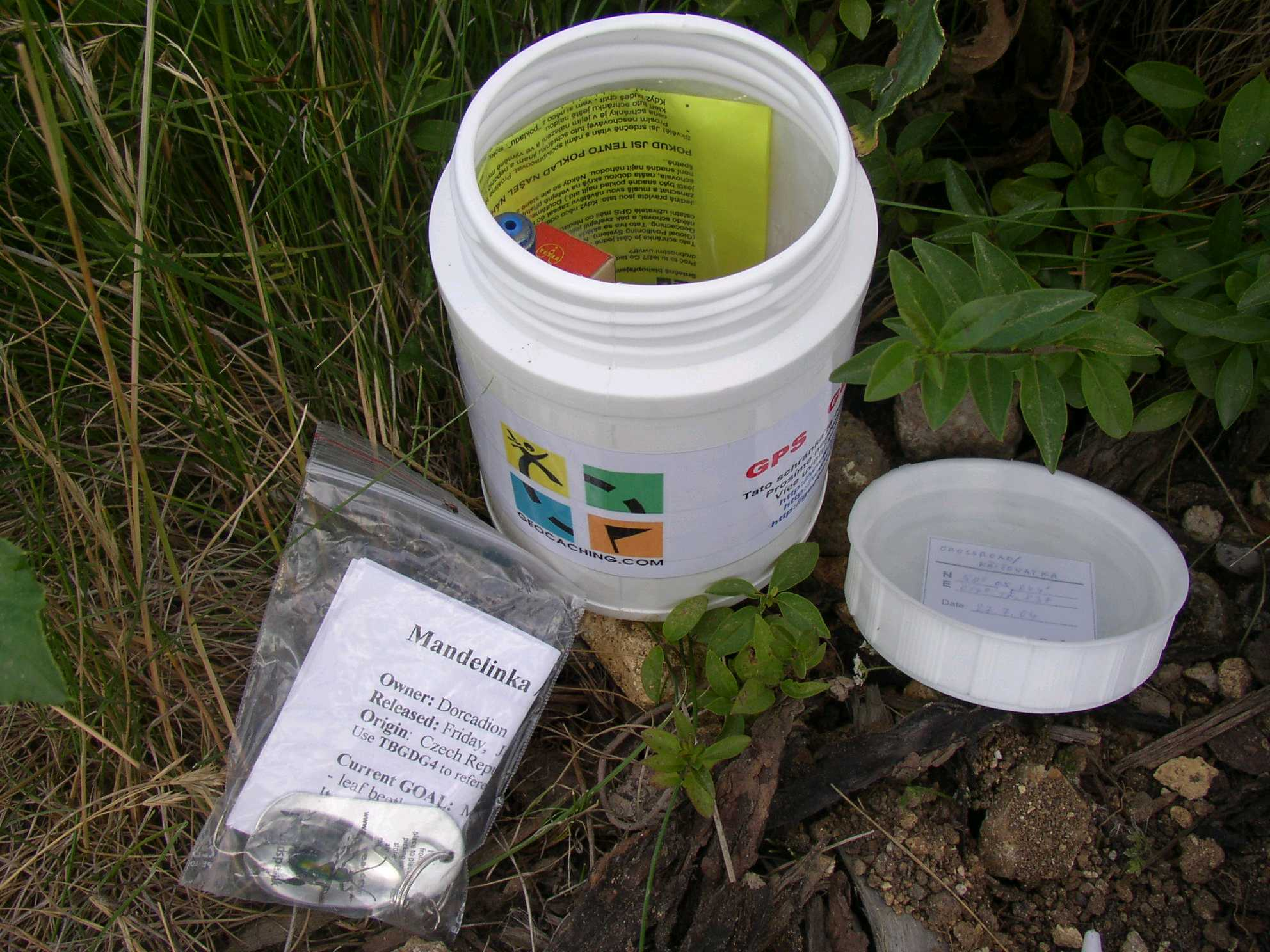
Інший приклад кешу
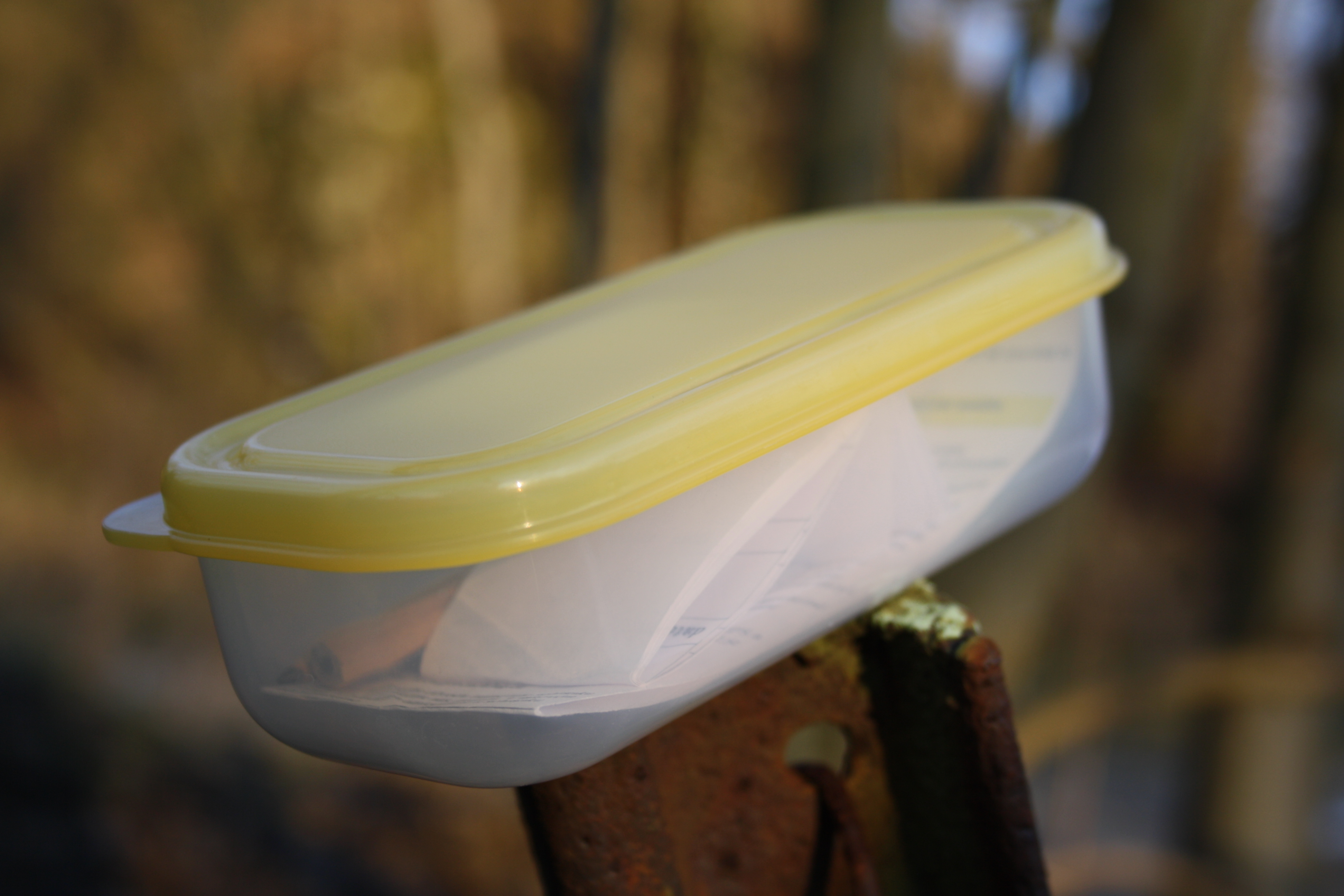
Геокеш - момент перед приховуванням
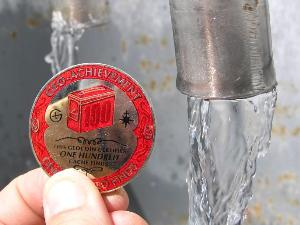
GeoCoin (GC)
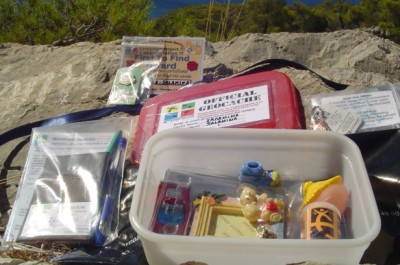
Схованка у Наксосі
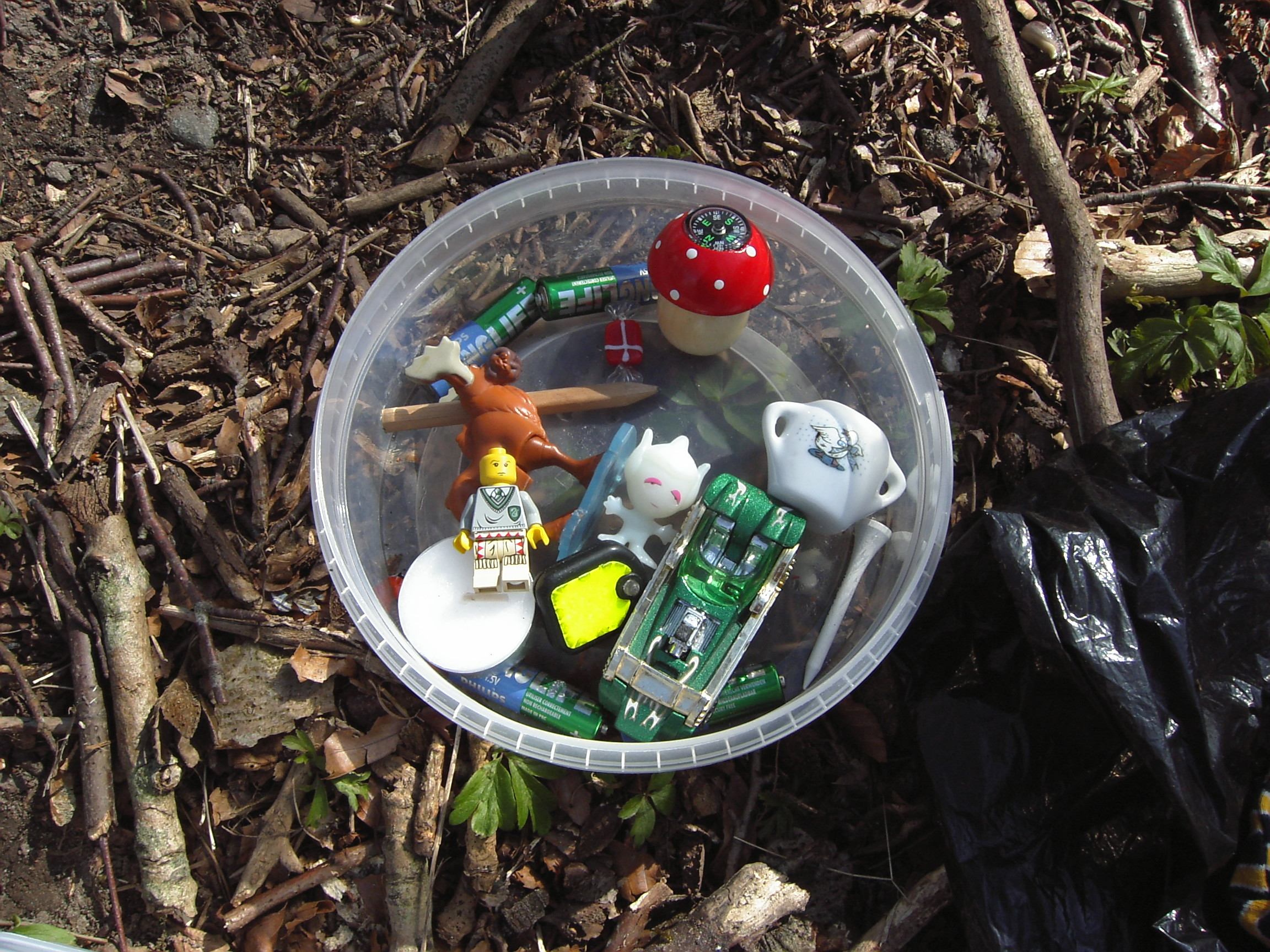
Схованка з маленькими предметами.
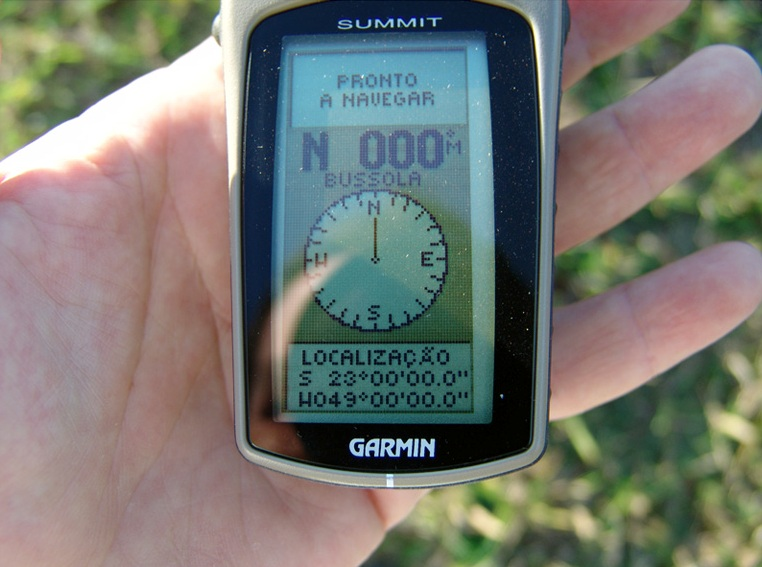
GPS використовується у "грі" з компасом та висотоміром.
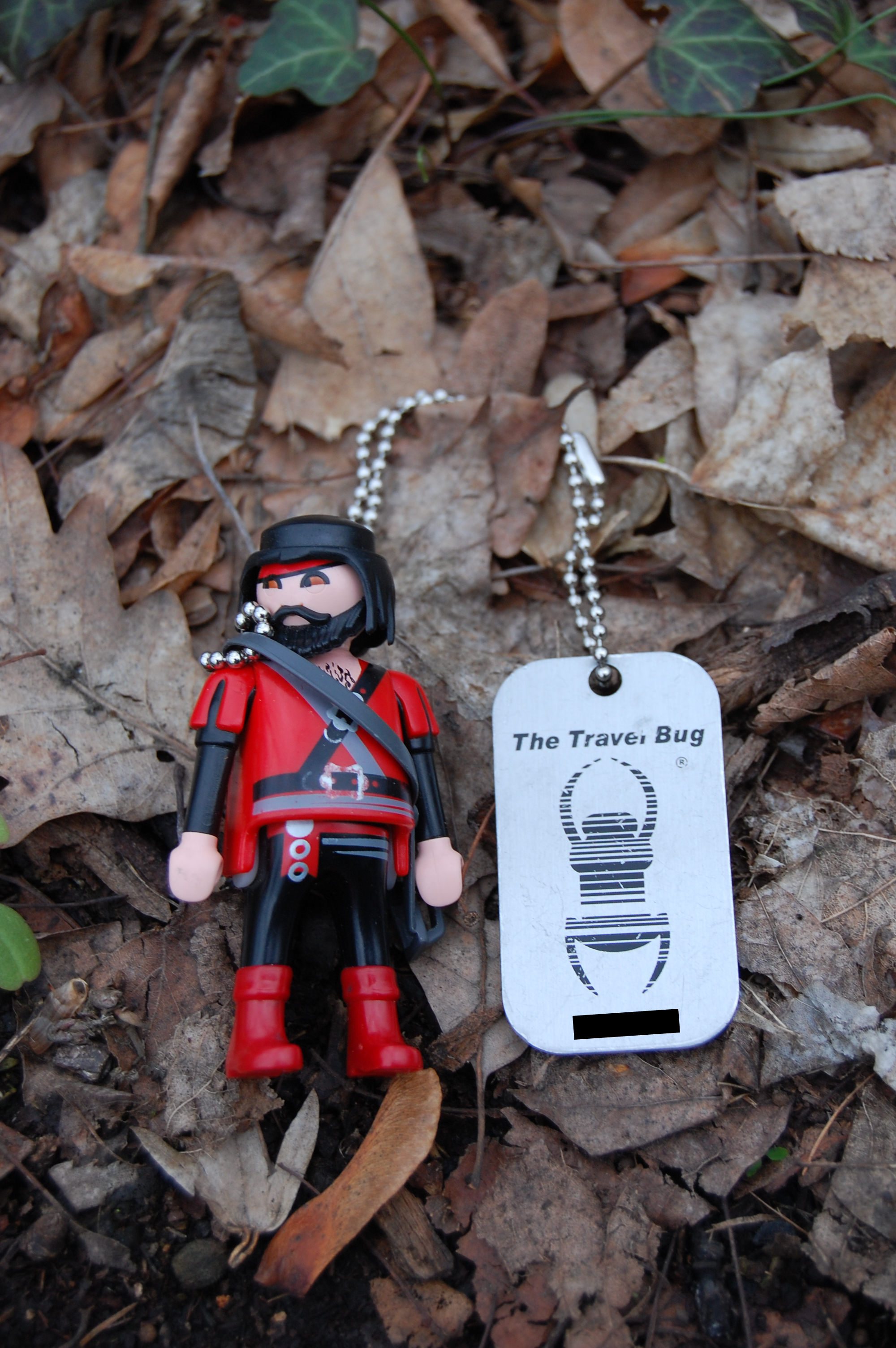
Приклад travel bug "Пірат Капітан Куро"
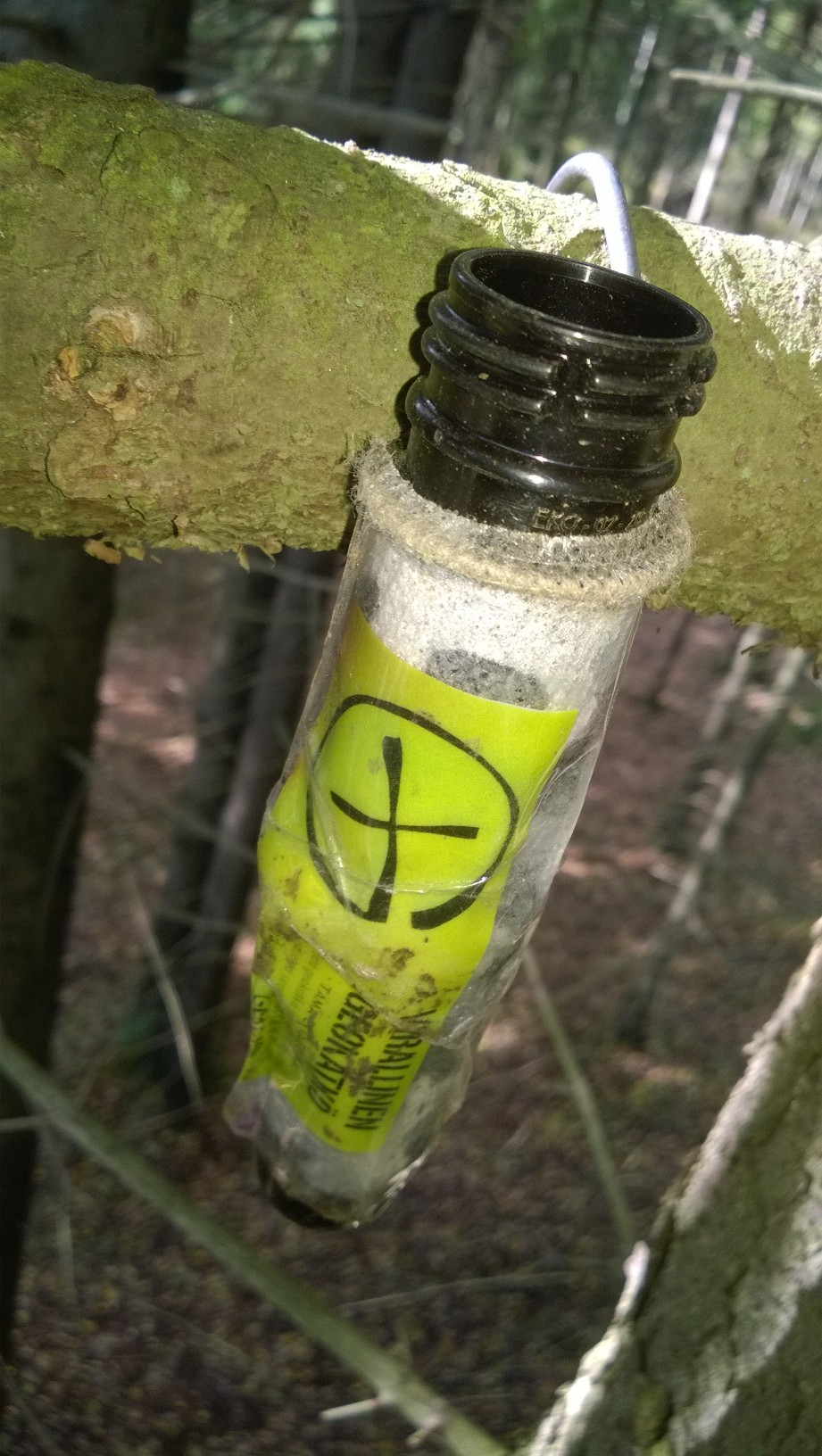
Геокеш.

### Художній фільм
- «Старкеш» — незалежна комедія жахів, фільм заснований на пошуку схованок.